# Саммер Іван Адамович
Са́ммер Іва́н Ада́мович (* 15 вересня 1870, Очеретяне, тепер Кагарлицький район — † 25 червня 1921, Харків) — радянський державний діяч, учасник революційного руху в Російській імперії, організатор Вукоопспілки, член ВУЦВК.

## З життєпису
Походить з родини селян. В 1891—1895 роках навчався в Київському університеті на юридичному факультеті.
З 1896 року починає роботу по політичній агітації у Полтаві та Києві, брав участь у створенні київського «Союзу боротьби за визволення робітничого класу». 1897 — в складі петербурзького «Союзу боротьби за визволення робітничого класу».
1898 року заарештований, наступного року засланий у Вологодську губернію, до Великого Устюга.
В 1904—1905 роках входить до складу Казанського комітету РСДРП.
На III з'їзді РСДРП обирається кандидатом у члени ЦК від більшовиків.
1905 року — секретар Російського бюро ЦК РСДРП. З грудня 1905 входить до складу Об'єднаного ЦК РСДРП.
Брав участь в революції 1905—1907 років — у Казані, Москві, Петербурзі.
На V з'їзді РСДРП заочно обирається кандидатом у члени ЦК.
1907 року знову заарештований, 1909 вчергове висланий у Вологодську губернію.
Після Лютневої революції 1917 року працює секретарем Вологодської Ради, у складі ревкому.
З грудня 1917 на радянській роботі. У 1920—1921 роках — організатор та голова Вукоопспілки, уповноважений Наркомзовнішторгу в Україні.
Помер в Харкові, у робочому кабінеті.
Ім'я Саммера носив до 2015 року Саммеровський провулок (нині провулок Людмили Гурченко) в центрі Харкова, де він мешкав у будинку № 3 та головував Вукоопспілкою (яка розташовувалася саме тут), та вулиця в Вахітовському районі Казані.